# Рудь, Валерий Иванович
Вале́рий Ива́нович Рудь (6 марта 1944, с. Покровка, Уссурийский район, Приморский край, СССР — 16 августа 2005, Химки, Россия) — советский футболист, защитник. Мастер спорта с 1968 года.

## Карьера
Воспитанник ДЮСШ Геленджика, с 1961 по 1962 год продолжал обучение в новороссийском «Цементе». В команде мастеров дебютировал в 1963 году в составе «Кубани», за которую выступал до 1965 года, проведя за это время 91 матч, в которых забил 1 гол, во Второй группе класса «А» и 4 встречи сыграв в Кубке СССР. В 1966 году перешёл в ленинградский «Зенит», в составе которого выступал до 1968 года, проведя за это время 62 матча и забив 2 гола в сезоне 1967 года. Сезон 1969 года провёл в московском «Спартаке», сыграл в 3 матчах команды и стал вместе с ней чемпионом СССР, после чего перешёл в ленинградское «Динамо» в 1970 году, там отыграл 2 сезона, проведя в общей сложности 68 матчей.
С 1972 по 1973 год выступал в составе «Металлурга» из города Запорожье, провёл 40 матчей и забил 1 гол в сезоне 1973 года.
Последний свой сезон в командах мастеров провёл в 1974 году во Второй лиге в составе рязанского «Спартак», за который сыграл 6 матчей, после чего ушёл из большого футбола. Затем играл на региональном уровне за любительские команды, в частности, в 1974 году за «Локомотив», представлявший Московско-Ярославское отделение ж/д, с 1975 по 1976 год за московскую команду «Красная звезда», а с 1977 по 1982 год играл за московскую команду «Спартак-клубная».

## Достижения
- Чемпион СССР (1): 1969